# Соспель (кантон)
Соспе́ль (фр. Sospel) — упразднённый кантон во Франции, в регионе Прованс — Альпы — Лазурный Берег, департамент Приморские Альпы. Входил в состав округа Ницца. Код INSEE кантона — 06 26.
До марта 2015 года в состав кантона Соспель входило 3 коммуны, административный центр располагался в коммуне Соспель.

## Состав кантона
| Коммуна  | Население, чел. (1999) | Почтовый индекс | Код INSEE |
| -------- | ---------------------- | --------------- | --------- |
| Кастийон | 282                    | 06500           | 06036     |
| Мулине   | 249                    | 06380           | 06086     |
| Соспель  | 2885                   | 06380           | 06136     |

## Население
Население кантона на 2007 год составляло 4 063 человек.
| 1962 | 1968 | 1975 | 1982 | 1990 | 1999  | 2006 | 2007  | 2008 |
| ---- | ---- | ---- | ---- | ---- | ----- | ---- | ----- | ---- |
| —    | —    | —    | —    | —    | 3 990 | —    | 4 063 | —    |

По закону от 17 мая 2013 и декрету от 24 февраля 2014 года количество кантонов в департаменте Приморские Альпы уменьшилось с 52-х до 27-ми. Новое территориальное деление департаментов на кантоны вступило в силу во время выборов 2015 года. После реформы кантон был упразднён.